# Jacques de Beaumont (chambellan)
Pour les articles homonymes, voir Jacques de Beaumont et Beaumont.
Jacques de Beaumont (vers 1420 - 1492), seigneur de Bressuire et de La Haye, chambellan du roi Louis XI et sénéchal du Poitou.

## Biographie
Jacques de Beaumont est le fils du maître des Arbalétriers André de Beaumont-Bressuire et de Jeanne de Torsay, dame de Lezay et de La Mothe-Saint-Héray, fille héritière du Grand-maître des Arbalétriers Jean de Torsay. Il est le neveu de Louis II de Beaumont-Bressuire, sénéchal du Poitou et chambellan du roi de France. Il assumera les mêmes fonctions que son oncle eut avant lui.
En 1440, il hérite de la baronnie de Bressuire.
En 1446, Jacques de Beaumont publia trois ordonnances afin de réglementer la boulangerie, la boucherie et la police des marchés, foires, tavernes et hostelleries de la cité.
En 1451, il épouse Jeanne de Rochechouart, fille de Jean Ier de Rochechouart-Mortemart (son beau-père, deuxième époux de Jeanne de Torsay), seigneur de Vivonne, et de Jeanne Turpin de Crissé.
La même année il entreprend, dans son château de Bressuire, la construction d'un immense bâtiment fermant la cour avec des fenêtres à meneaux, de splendides cheminées de granit ornant les salles réservées au seigneur, ainsi qu'une élégante galerie, donnant sur la cité de Bressuire.
Ils eurent trois filles : 
- Jeanne, dame de Bressuire († 1508) : elle  épouse en 1472 sans postérité de son cousin Thibaud de Beaumont de La Forêt,
- Louise († av. 1502), dame de La Mothe-St-Héray, femme en 1475 d'André de Vivonne de La Châtaigneraie, sans postérité
- et Philippe (prénom alors épicène) de Beaumont, dame de Lezay et de La Haye, puis de Bressuire et de La Mothe-St-Héray en héritage de ses deux sœurs, mariée à Pierre de Laval-Montmorency, seigneur de Loué, de Bressuire par son mariage, et de Montsabert[2].

Le 16 mars 1458, Jacques de Beaumont, en tant que seigneur de Bressuire, convoque les représentants des trois ordres de la ville, dans son château de Bressuire. 
Pour faire face à ses dépenses, Jacques de Beaumont décide de prélever le tiers de l’impôt sur le vin au lieu du dixième comme de coutume. Il imposa également une levée exceptionnelle de cent livres tournois durant cinq ans, destinée à être employée par moitié aux réparations de l'enceinte de la cité et celle du château. 
En 1461, Louis XI éleva le seigneur de Bressuire à la dignité de chambellan. Dès lors, les bons rapports entre les deux hommes sont attestés par une importante correspondance allant de 1466 à 1480.
En 1489, il devient Sénéchal du Poitou. 
Il meurt le 15 avril 1492, dans son château de La Mothe-Saint-Héray, possession héritée de sa mère.